# Psectrocera plumigera
Psectrocera plumigera es una especie de escarabajo longicornio del género Psectrocera, tribu Gnomini, orden Coleoptera. Fue descrita por Westwood en 1848.

## Descripción
Mide 16,5-28 mm de longitud.

## Distribución
Se distribuye por Indonesia (Borneo, Java, Sumatra) y Papúa Nueva Guinea.